# محمد قاضی (بازیکن فوتبال)

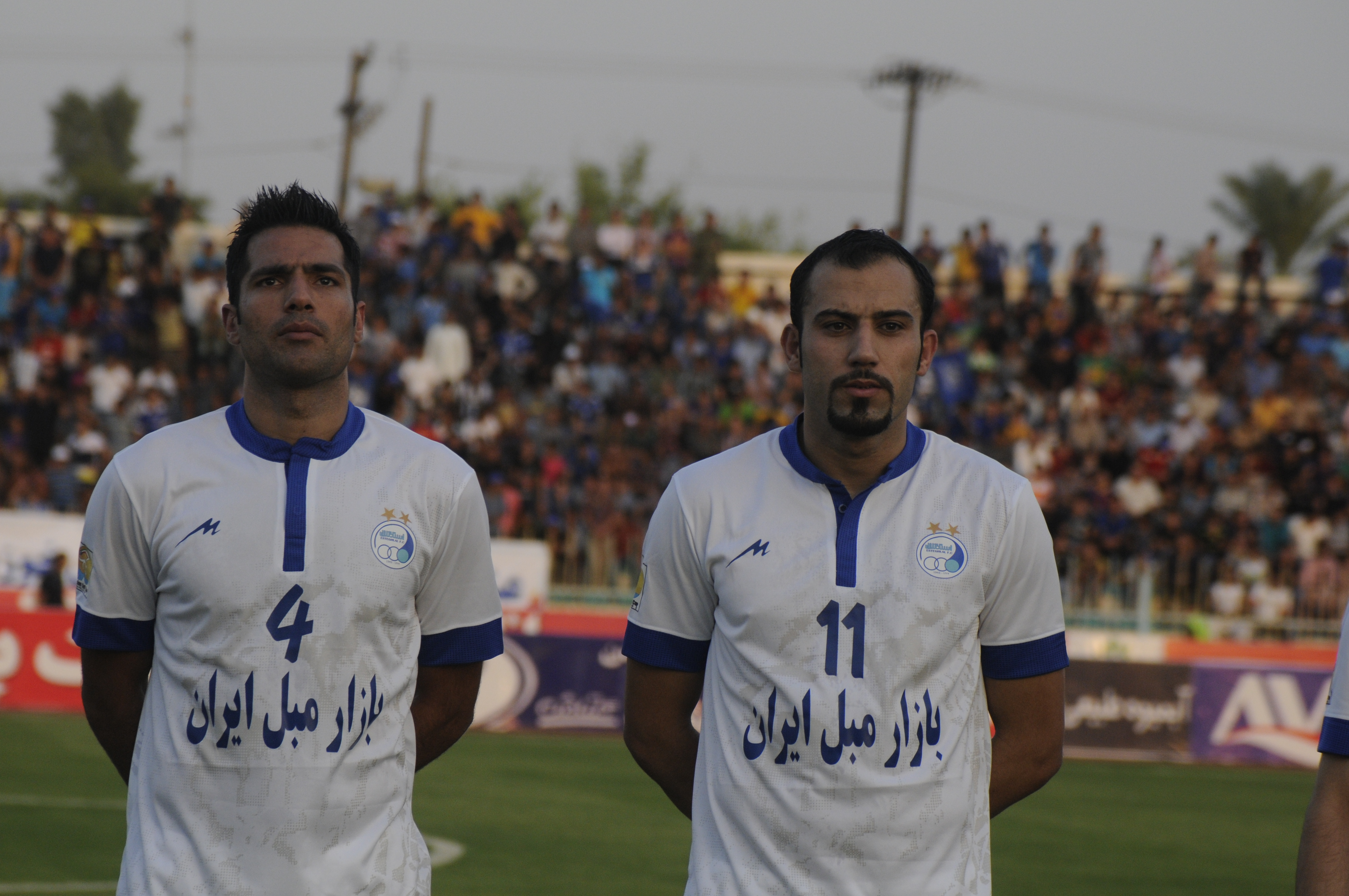
محمد قاضی (راست) - امیرحسین صادقی (چپ)

محمد قاضی نجف آبادی (زادهٔ ۹ دی ۱۳۶۳) بازیکن سابق فوتبال اهل ایران است.
وی نخستین بار در سال ۱۳۹۰ توسط کارلوس کی‌روش به تیم ملی فوتبال ایران دعوت شد که سابقهٔ ۱۰ بازی و ۳ گل ملی برای تیم ملی فوتبال ایران را در کارنامه خود دارد.قاضی سابقه بازی برای باشگاه‌هایی مانند عقاب، هما، فولاد و ذوب‌آهن و را دارد، وی در سال ۱۳۹۱ با قراردادی ۲ ساله به تیم پرسپولیس پیوست. قاضی با قرارداد یک ساله در سال ۱۳۹۲ به استقلال تهران پیوست. و سپس در دی ماه ۱۳۹۳ به تیم فولاد ملحق شد.
وی در سال ۱۳۹۴ به باشگاه صبای قم پیوست؛ و بعد از زدن ۵ گل در ۲۷ بازی با سرمربی خود یعنی علی دایی در تابستان ۱۳۹۵ به نفت تهران ملحق شد. او پس از یک سال بازی برای نفت و قهرمانی در جام حذفی از این تیم جدا شده و به تیم پدیده پیوست. سپس به مس رفسنجان پیوست. محمد قاضی و فرزاد حاتمی با چهارده بار تغییر تیم بعد از میلاد زنیدپور با هجده بار تغییر تیم رکورد داران تغییر تیم در لیگ برتر فوتبال ایران هستند.
او اهل جعفرآباد است 

## گل‌های ملی
| #  | تاریخ         | محل برگزاری             | حریف   | نتیجه | رقابت   |
| -- | ------------- | ----------------------- | ------ | ----- | ------- |
| ۱. | ۸ آبان ۱۳۹۰   | ورزشگاه آزادی، تهران    | فلسطین | ۰–۷   | دوستانه |
| ۲. | ۴ اسفند ۱۳۹۰  | ورزشگاه زعبیل، دبی      | اردن   | ۲–۲   | دوستانه |
| ۳. | ۲۵ مرداد ۱۳۹۱ | ورزشگاه اسزکتوی، کچکه‌مت | تونس   | ۲–۲   | دوستانه |

## افتخارات

### باشگاهی

#### استقلال تهران
- نیمه نهایی لیگ قهرمانان آسیا ۲۰۱۳ به همراه استقلال تهران
- قهرمانی لیگ برتر فوتبال ایران ۹۲-۱۳۹۱ به همراه استقلال تهران

#### ذوب آهن اصفهان
- نایب قهرمانی در لیگ برتر فوتبال ایران ۸۹–۱۳۸۸ به همراه تیم ذوب‌آهن اصفهان
- نایب قهرمانی در لیگ قهرمانان آسیا ۲۰۱۰ به همراه تیم ذوب‌آهن اصفهان

#### نفت تهران
- قهرمانی در جام حذفی فوتبال ایران ۹۶–۱۳۹۵ به همراه تیم نفت تهران

#### پرسپولیس تهران
- نایب قهرمانی در جام حذفی فوتبال ایران ۹۲–۱۳۹۱ به همراه تیم پرسپولیس تهران